# Mark Krein
Mark Grigorievich Krein (em ucraniano:  Марко Григорович Крейн, em russo:  Марк Григорьевич Крейн; Kiev, 3 de abril de 1907 — Odessa, 17 de outubro de 1989) foi um matemático soviético.
David Milman, Mark Naimark, Izrail Glazman, Moshe Livshits e outros matemáticos foram seus alunos.